# Mikroskopische Colitis
Die mikroskopische Colitis (MC) oder mikroskopische Kolitis ist eine chronische Entzündung der Schleimhaut des Dickdarms als Folge eine fehlregulierten Immunantwort auf Veränderungen der Darmflora bei Menschen mit einer bestimmten genetischen Veranlagung. Das Hauptsymptom sind heftige wässrige Durchfälle. Die Entzündung führt zu keinen makroskopisch auffälligen (d. h. endoskopisch sichtbaren) Schleimhautveränderungen und ist daher nur histologisch, also mit dem Mikroskop, nachweisbar. Gemäß dem histologischen Bild werden die lymphozytäre und die kollagene Colitis als Formen unterschieden.
Bei beiden Formen ist eine deutliche Vermehrung der Lymphozyten im Oberflächenepithel der Darmschleimhaut zu beobachten. Die Besonderheit der kollagenen Colitis liegt in der übermäßigen Ausbildung einer (physiologisch bei jedem Menschen vorhandenen, aber nur wenige Mikrometer dicken) Membran, die normalerweise die Schleimhautepithelzellen von den darunterliegenden Schichten der Darmwand trennt. Diese Membran verdickt sich bei der kollagenen Colitis und besteht dann im Wesentlichen aus Reparaturkollagenen, wie sie etwa bei der Narbenbildung auftreten. Die Erstbeschreibung erfolgte 1976 durch C. G. Lindström.

## Symptome
Das Hauptsymptom der mikroskopischen Colitis sind wässrige Durchfälle. Diese können mild sein und nur gelegentlich auftreten, aber auch schwere, anhaltende Durchfälle mit Gewichtsabnahme und Dehydratation sind möglich. Die Durchfälle können auch nachts auftreten, und Betroffene leiden häufig an Stuhlinkontinenz. Etwa die Hälfte der Patienten beklagt auch Bauchschmerzen. Anders als bei den anderen chronisch-entzündlichen Darmerkrankungen (Morbus Crohn und Colitis ulcerosa) gibt es keine blutigen Durchfälle. Der Krankheitsverlauf ist in der Regel wellenförmig mit Phasen starker Symptome, auf die Phasen der Besserung folgen.

## Epidemiologie

### Häufigkeit
Seit der Erstbeschreibung von 1976 und der Einführung des Begriffs „mikroskopische Colitis“ 1980 stieg die Zahl der diagnostizierten Fälle bis in die 2010er Jahre hinein an, hauptsächlich wegen steigender Bekanntheit der Erkrankung, besserer Verfügbarkeit von Darmspiegelung und der vermehrten Einnahme risikosteigernder Medikamente (s. Abschnitt Risikofaktoren). Die jährliche Neuerkrankungsrate wird auf 6,8 bis 24,7 pro 100.000 Personen in wohlhabenden Ländern geschätzt. Frauen sind häufiger betroffen als Männer, insbesondere von der kollagenen Colitis. Nach aktuellen (2019) Daten aus Schweden erkranken eine von 115 Frauen und einer von 286 Männern im Laufe ihres Lebens an einer Form der mikroskopischen Colitis. Das Risiko zu erkranken steigt mit zunehmendem Lebensalter und ist zwischen 50 und 80 Jahren am größten, ehe es wieder fällt. Bei bis zu einem von fünf über 65-jährigen mit chronischen Durchfällen kann eine mikroskopische Colitis diagnostiziert werden.

### Risikofaktoren
Die mikroskopische Colitis ist eine Entzündung des Dickdarms durch eine fehlgeleitete Immunreaktion auf Veränderungen der Darmflora. Mit Stand von 2021 konnten mehrere Risikofaktoren identifiziert werden, die den Ausbruch der Erkrankung begünstigen.

#### Medikamenteneinnahme

##### Nichtsteroidale Antirheumatika
Die Einnahme von Schmerzmitteln aus der Gruppe der nichtsteroidalen Antirheumatika wie Ibuprofen, Diclofenac und Acetylsalicylsäure (Aspirin) gehört zu den Hauptrisikofaktoren der mikroskopischen Colitis. Ursächlich sind wahrscheinlich eine Störung der Barrierefunktion der Darmschleimhaut sowie die Hemmung anti-entzündlicher Prostaglandine durch die Wirkstoffe.

##### Protonenpumpeninhibitoren
Die als „Magenschutz“ eingesetzten Protonenpumpenhemmer (PPI) stehen mit dem Auftreten der Erkrankung in Verbindung. Es gibt zwar Erklärungsansätze, dass sie die Darmschleimhautbarriere stören und durch eine Änderung des pH-Werts die Zusammensetzung der Darmflora beeinflussen könnten, aber ein klarer ursächlicher Zusammenhang zwischen PPI-Einnahme und der Entstehung einer mikroskopischen Colitis ist wegen möglicher Verzerrungen (Bias) in den wissenschaftlichen Studien noch fraglich.

##### Serotonin-Wiederaufnahmehemmer
Gleichfalls sind die gegen Depression eingesetzten Serotonin-Wiederaufnahmehemmer mit der Erkrankung assoziiert. Der Zusammenhang ist gut belegt, ein möglicher Mechanismus ist aber nicht bekannt.

##### Weibliche Geschlechtshormone
Weibliche Geschlechtshormone spielen nicht nur bei chronisch-entzündlichen Darmerkrankungen und anderen immun-vermittelten Erkrankungen (z. B. Autoimmunerkrankungen der Schilddrüse oder Erkrankungen des rheumatischen Formenkreises) eine Rolle, sondern werden auch als wichtiger Faktor in der Entstehung der mikroskopischen Colitis angesehen. Insofern passt das nachweislich vermehrte Auftreten der Erkrankung bei Frauen, die nach der Menopause eine Hormontherapie benötigen, sowie bei Frauen, die ein hormonelles Verhütungsmittel („Pille“) einnehmen, zu den pathophysiologischen Vorstellungen über die Krankheit.

##### Immuncheckpoint-Inhibitoren
Immuncheckpoint-Inhibitoren werden zunehmend in der Krebstherapie eingesetzt. Sie „enthemmen“ das Immunsystem und befördern so eine Reaktion gegen die Krebszellen, begünstigen gleichzeitig aber auch den Ausbruch von Autoimmunerkrankungen. Eine wesentliche Nebenwirkung sind daher Entzündungen von Dünn- und Dickdarm mit Durchfällen. In etwa jedem achten Fall kann eine mikroskopische Colitis diagnostiziert werden. Nach bisherigem Stand des Wissens (2021) ist diese aber der Standardtherapie der mikroskopischen Colitis zugänglich.

##### Andere Wirkstoffe
Der Thrombozytenaggregationshemmer Ticlopidin kann eine lymphozytische Colitis verursachen. Wegen allgemein schlechter Verträglichkeit und der Verfügbarkeit modernerer Wirkstoffe wird er heutzutage kaum noch eingesetzt.
Erhöhte Risiken für mikroskopische Colitis wurden auch für die Einnahme von Betablockern, ACE-Hemmern, Sartanen, Statinen und oraler Antidiabetika beschrieben, sicher nachgewiesen ist der Zusammenhang aber noch nicht und die Studien kamen zu teilweise widersprüchlichen Ergebnissen.

#### Rauchen
Der Zusammenhang zwischen Zigarettenrauchen und dem Auftreten der mikroskopischen Colitis ist durch mehrere Studien gut belegt. Je mehr Packungsjahre eine Person hat, desto höher ist das Risiko. Rauchen stört die Darmschleimhautbarriere und greift in die Funktionen des Immunsystems ein. Außerdem befördert Rauchen Ungleichgewichte in der Darmflora (Dysbiose). Das Risiko normalisiert sich innerhalb von 5 Jahren, nachdem das Rauchen aufgegeben wurde.

#### Körpergewicht
Anders als bei anderen Krankheiten schützt Adipositas vor mikroskopischer Colitis: in einer großen Studie aus Großbritannien mit fast 200.000 Probandinnen hatten Frauen mit einem Body-Mass-Index <30 kg/m² (Grenze zwischen Übergewicht und krankhafter Adipositas) das höchste Risiko, an mikroskopischer Colitis zu erkranken. Das Risiko war umso geringer, je höher der Body-Mass-Index war. Warum das so ist, kann bislang (2021) nicht erklärt werden.

#### Ernährung und Alkohol
Ein Zusammenhang zwischen Ernährungsgewohnheiten und dem Auftreten der mikroskopischen Colitis konnte nicht nachgewiesen werden. Untersucht wurden der Einfluss von Gluten, Proteinen, Kohlenhydraten, verschiedenen gesättigten und ungesättigten Fettsäuren, Fasern und Zink. Die Auswirkungen von Alkoholkonsum sind umstritten.

#### Infektionen und Stuhltransplantation
Das Auftreten einer mikroskopischen Colitis nach einer Darminfektion wurde bereits mehrfach berichtet. Systematisch untersucht wurde bislang (2021) allerdings nur ein Zusammenhang mit Campylobacter-Spezies und Salmonellen. Erstere waren mit der Erkrankung assoziiert, letztere nicht.
Seit der Etablierung von Stuhltransplantation (fäkale Mikrobiota-Transplantation, FMT) wurden Fälle berichtet, in denen es nach der Übertragung zum Ausbruch einer mikroskopischen Colitis kam. Der genaue Beitrag von Stuhltransplantationen zur Entstehung der mikroskopischen Colitis ist unklar.

### Assoziierte Erkrankungen
An mikroskopischer Colitis Erkrankte haben ein erhöhtes Risiko für andere Autoimmunerkrankungen, insbesondere Zöliakie, Diabetes mellitus Typ 1, Schilddrüsenerkrankungen (Hashimoto-Thyreoiditis und Morbus Basedow) und Schuppenflechte. Auch die anderen chronisch-entzündlichen Darmerkrankungen Morbus Crohn und Colitis ulcerosa scheinen gehäuft aufzutreten. Klinisch ist die Zöliakie die bedeutendste Komorbidität: Zum einen, weil die Wahrscheinlichkeit ihres Auftretens etwa 6 mal so groß ist wie bei Menschen ohne mikroskopische Colitis (Chancenverhältnis), und etwa 3 % der MC-Patienten sind an Zöliakie erkrankt, wobei die Erkrankung besonders mit der lymphozytären Colitis assoziiert ist. Zum anderen aufgrund der ähnlichen Symptomatik. Insbesondere bei MC-Patienten, die anscheinend nicht auf die Therapie ansprechen, kann eine unentdeckte Zöliakie vorliegen. Die europäischen Leitlinien empfehlen daher ein Screening auf Zöliakie bei allen MC-Patienten.
Anders als andere chronisch-entzündliche Darmerkrankungen erhöht die mikroskopische Colitis nicht das Darmkrebsrisiko.

## Pathogenese und Pathophysiologie
Die Entstehung der Krankheit (Pathogenese) und ihre Mechanismen sind komplex und nicht vollständig aufgeklärt. 
Der Hauptort des Krankheitsgeschehens liegt in der Schleimhaut des Dickdarms (s. a. Dickdarm#Feinbau). In der oberflächlichen Epithelschicht finden sich Zytotoxische T-Zellen, in der direkt darunter liegenden Gewebsschicht (Lamina propria) sammeln sich Zytotoxische T-Zellen, T-Helferzellen (TH1 und TH17) und verschiedene Granulozyten. Im Gewebe sind bei aktiver Erkrankung entzündungsfördernde Chemokine, Interleukine, Interferon-γ und TNF vermehrt nachzuweisen.
Die Barrierefunktion des Epithels ist gestört, wodurch das Gewebe durchlässiger für Darmbakterien ist. Ursächlich dafür dürfte einerseits die Schwächung der Zell-Zell-Kontakte (Tight Junctions) zwischen den Epithelzellen sein, andererseits auch eine vermehrte Endozytose von Darmbakterien durch das darmassoziierte Immunsystem. Beide Mechanismen sind durch Interferon-γ und TNF reguliert.
Der Darmflora wird eine wichtige Rolle in der Krankheitsentstehung zugeschrieben. Es gibt Hinweise auf eine reduzierte Artenvielfalt der Darmbakterien, sowie ein Ungleichgewicht in ihrer Zusammensetzung (Dysbiose).

## Therapie
Die gesamte Therapie der mikroskopischen Colitis steht noch auf einer wissenschaftlich eher schwachen Basis.
Die Hauptsäule der medikamentösen Behandlung ist das Cortikosteroid Budesonid, mit dem die akute Entzündung durchbrochen wird, sodass eine Symptombesserung eintritt (Remission). Eine Reduktion der Stuhlgänge auf 3 am Tag, davon höchstens einer wässrig, gilt als klinische Remission. Als histologische Remission gilt eine Rückbildung der typischen im Mikroskop sichtbaren Schleimhautveränderungen. Bei vielen Patienten (etwa 70 %) kommt es nach einer erfolgreichen Erstbehandlung zu einem Rückfall. Dann kann Budesonid in niedrigerer Dosis zur Dauertherapie eingesetzt werden. Wegen des ausgeprägten First-Pass-Effekt wirkt Budesonid fast ausschließlich lokal im Darm und ist daher gut verträglich. Prednisolon wird nicht empfohlen.
Das lange Zeit eingesetzte Mesalazin ist wegen nachweislicher Unwirksamkeit aus den Therapieempfehlungen gestrichen worden.
Sollte Budesonid nur unzureichend wirken, was bei ungefähr einem von 14 Patienten der Fall ist, stehen eine Reihe weiterer, schlechter untersuchter Therapiealternativen zur Verfügung. Zum einen kann gegebenenfalls die Einnahme einer risikosteigernden Medikation (s. Risikofaktoren: Medikamenteneinnahme) beendet und das Rauchen aufgegeben werden. Bei milden Symptomen kann Loperamid versucht werden. Dies ist ein Opioid, dass nur im Darm wirkt und dort eine Darmträgheit bewirkt, was bei Durchfällen zur Besserung der Symptome führt. Bei gleichzeitig vorliegendem Gallensäure-Verlust-Syndrom mit erhöhtem Vorkommen von Gallensäure im Darm kann der Gallensäurebinder Colestyramin eingesetzt werden.
Sollte durch diese Maßnahmen keine Beschwerdebesserung zu erreichen sein, können auch TNF-alpha-Antikörper eingesetzt werden, die von einigen Leitlinienautoren empfohlen werden. In kleineren Studien wurden bislang Infliximab, Adalimumab und Vedolizumab getestet.
Als letzte Therapieoption bei medikamentös nicht therapierbaren Verläufen kann in einer chirurgischen Operation ein Ileostoma angelegt werden. Dadurch wird der Stuhl am Dickdarm vorbei ausgeleitet, was zu einer Rückbildung der Entzündung führt. Die Rückverlegung des Ileostomas führt in der Regel zum Wiederaufflammen der Erkrankung.